# Stefano Sturaro
Stefano Sturaro (Sanremo 1993. március 9. –) olasz válogatott labdarúgó, jelenleg a Juventus csapatában szerepel.

## Pályafutása

### Genoa
Sturaro a szülővárosában kezdte el a karrierjét, miután aláírt 2008-ban a Genoa ifjúsági csapatához.

## Statisztika
2015. június 15-i állapot szerint.
| Klub                     | Klub                     | Szezon           | Szezon           | Bajnokság | Bajnokság | Kupa  | Kupa  | Nemzetközi | Nemzetközi | Egyéb | Egyéb | Összes | Összes |
| Klub                     | Klub                     | Szezon           | Szezon           | Mérk.     | Gólok     | Mérk. | Gólok | Mérk.      | Gólok      | Mérk. | Gólok | Mérk.  | Gólok  |
| ------------------------ | ------------------------ | ---------------- | ---------------- | --------- | --------- | ----- | ----- | ---------- | ---------- | ----- | ----- | ------ | ------ |
| Modena (kölcsön Genoa)   | Modena (kölcsön Genoa)   | 2012–13          | 2012–13          | 8         | 0         | 2     | 0     | —          | —          | —     | —     | 10     | 0      |
| Modena (kölcsön Genoa)   | Modena (kölcsön Genoa)   | Összesen         | Összesen         | 8         | 0         | 2     | 0     | —          | —          | —     | —     | 10     | 0      |
| Genoa                    | Genoa                    | 2013–14          | 2013–14          | 16        | 1         | 0     | 0     | —          | —          | —     | —     | 16     | 1      |
| Genoa                    | Genoa                    | Összesen         | Összesen         | 16        | 1         | 0     | 0     | —          | —          | —     | —     | 16     | 1      |
| Genoa (kölcsön Juventus) | Genoa (kölcsön Juventus) | 2014–15          | 2014–15          | 13        | 0         | 2     | 0     | —          | —          | —     | —     | 15     | 0      |
| Genoa (kölcsön Juventus) | Genoa (kölcsön Juventus) | Összesen         | Összesen         | 13        | 0         | 2     | 0     | —          | —          | —     | —     | 15     | 0      |
| Juventus                 | Juventus                 | 2014–15          | 2014–15          | 12        | 1         | 1     | 0     | 2          | 0          | —     | —     | 15     | 1      |
| Juventus                 | Juventus                 | Összesen         | Összesen         | 12        | 1         | 1     | 0     | 2          | 0          | —     | —     | 15     | 1      |
| Karrier Összesen         | Karrier Összesen         | Karrier Összesen | Karrier Összesen | 49        | 2         | 5     | 0     | 2          | 0          | —     | —     | 56     | 2      |